# Puerto de Cabopino
El puerto de Cabopino es un puerto deportivo situado en la Costa del Sol, en el municipio de Marbella, Málaga, España.
Es gestionado indirectamente por la Agencia Pública de Puertos de Andalucía, de la Junta de Andalucía.

## Características
- Ancho de entrada: 60 m
- Fondeadero: arena
- Bocana: 2,5 a 3,5 m
- Dársena: 3 a 4 m
- Longitud de puestos de amarre: 6 a 15 m
- Amarres en alquiler: 50 %
- Radio del puerto: Canal 9 VHF

Condiciones operativas
- Calado mínimo: 1,6 m
- Calado máximo: 1,8 m